# Jaclyn Hawkes
Pour les articles homonymes, voir Hawkes.

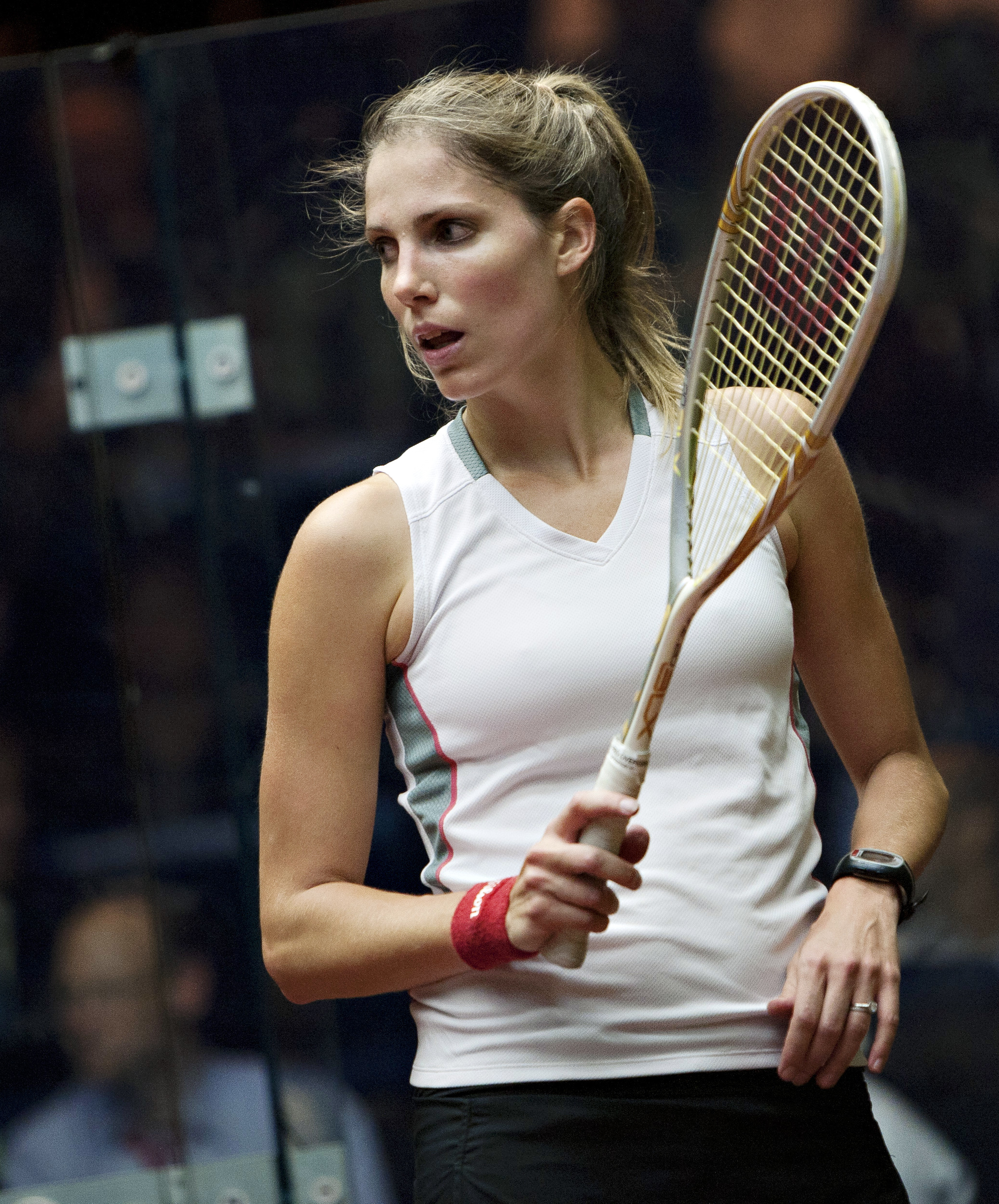
Jaclyn Hawkes au Tournament of Champions 2012

Jaclyn Hawkes, née le 3 décembre 1982 à Hong Kong, est une joueuse professionnelle de squash représentant la Nouvelle-Zélande. Elle atteint, en décembre 2010, la douzième place mondiale sur le circuit international, son meilleur classement. Elle est championne de Nouvelle-Zélande en 2009.

## Carrière
Jaclyn Hawkes grandit à Hong Kong et y vit jusqu'à l'âge de quinze ans où elle rejoint la Nouvelle-Zélande avec sa famille. Elle commence le squash à l'âge de cinq ans car sa mère Julie Hawkes était joueuse de squash internationale, championne d'Asie en 1986.
Même si elle jouait au squash en étant jeune, elle était beaucoup plus passionnée à jouer au tennis (son père était un joueur de Coupe Davis pour la Nouvelle-Zélande), le hockey et le netball. Cependant, lorsqu'elle déménage en Nouvelle-Zélande, elle intègre l'équipe junior de Nouvelle-Zélande, voyage à Anvers pour les championnats du monde juniors en 1997 et commence alors à vraiment apprécier de jouer au squash. C'est après avoir intégré l'équipe senior de Nouvelle-Zélande en 2004 pour les championnats du monde par équipes à Amsterdam qu'elle  décide de faire du squash sa profession.
Le 7 juin 2012, elle se marie avec le joueur anglais Jonathan Kemp. Elle se retire du circuit professionnel en 2013 en annonçant qu'elle est enceinte de son premier enfant.

## Palmarès

### Titres
- Championnats de Nouvelle-Zélande : 2009